# 尤寧鎮區 (堪薩斯州克萊縣)
尤寧鎮區（英語：Union Township）為美國堪薩斯州克萊縣的鎮區。2010年美国人口普查中該鎮區人口有156人。

## 地理
尤寧鎮區涵蓋面積92.39平方（35.67平方英里），境內無城市設立。

### 墓園
根據美國地質調查局的資料，此鎮區擁有1座墓園：
- 吉爾伯特墓園（Gilbert Cemetery）

## 人口統計
根據2010年美國人口普查，尤寧鎮區人口有156人，人口密度為1.69人/每平方公里。此鎮區居民之種族有100%為白人；0%為非裔美洲人；0%為美洲原住民；0%為亞洲人；0%為太平洋島民；0%為其他種族；另外有0%為混血種族。而西班牙裔或拉丁裔美洲人佔此鎮區人口的0%。

## 外部連結
- US-Counties.com
- City-Data.com （页面存档备份，存于）